# Короп'ївська сільська рада
Коро́п'ївська сільська́ ра́да — адміністративно-територіальна одиниця та орган місцевого самоврядування в Козелецькому районі Чернігівської області. Адміністративний центр — село Короп'є.

## Загальні відомості
- Населення ради: 711 особа (станом на 2001 рік)

## Населені пункти
Сільській раді були підпорядковані населені пункти:
- с. Короп'є

## Склад ради
Рада складалася з 12 депутатів та голови.
- Голова ради: Дикуха Михайло Іванович
- Секретар ради: Титок Світлана Миколаївна

### Керівний склад попередніх скликань
| Прізвище, ім'я, по батькові | Основні відомості                                                                     | Дата обрання | Дата звільнення |
| --------------------------- | ------------------------------------------------------------------------------------- | ------------ | --------------- |
| Артюх Лідія Михайлівна      | Сільський голова, 1957 року народження, член Всеукраїнського об'єднання «Батьківщина» | 26.03.2006   | 31.10.2010      |
| Дикуха Михайло Іванович     | Сільський голова, 1960 року народження, освіта середня загальна                       | 31.10.2010   |                 |

Примітка: таблиця складена за даними сайту Верховної Ради України

### Депутати
За результатами місцевих виборів 2010 року депутатами ради стали:

#### За суб'єктами висування
| Суб'єкт висування                                       | Кількість обраних депутатів | %    |
| ------------------------------------------------------- | --------------------------- | ---- |
| Партія регіонів                                         | 8                           | 66,7 |
| Політична партія Всеукраїнське об'єднання «Батьківщина» | 2                           | 16,7 |
| Народна партія                                          | 1                           | 8,3  |
| Політична партія «Фронт Змін»                           | 1                           | 8,3  |

#### За округами
| № округу                                                | Прізвище, ім'я, по батькові    | Дата визнання обраним | Освіта             | Партійна приналежність                        | Відомості про обраного депутата                     |
| ------------------------------------------------------- | ------------------------------ | --------------------- | ------------------ | --------------------------------------------- | --------------------------------------------------- |
| Народна Партія                                          |                                |                       |                    |                                               |                                                     |
| 9                                                       | Журенко Віра Іванівна          | 01.11.2010            | середня            | позапартійна                                  | Козелецький територіальний центр, соц. працівник    |
| Партія регіонів                                         |                                |                       |                    |                                               |                                                     |
| 2                                                       | Крикун Олег Петрович           | 01.11.2010            | середня            | член Партії регіонів                          | СВК «Родіна», керуючий відділом № 3                 |
| 3                                                       | Рекун Олександр Михайлович     | 01.11.2010            | середня спеціальна | позапартійний                                 | Козелецьке Управління газового господарства, слюсар |
| 4                                                       | Артюх Микола Олександрович     | 01.11.2010            | середня спеціальна | позапартійний                                 | Остерський лісгосп, майстер Морівського лісництва   |
| 5                                                       | Жовнер Олександр Олександрович | 01.11.2010            | середня            | позапартійний                                 | Остерська КЕЧ, апаратник                            |
| 6                                                       | Артюх Олександр Михайлович     | 01.11.2010            | середня спеціальна | член Партії регіонів                          | СВК «Родіна», водій                                 |
| 7                                                       | Шаговка Лариса Миколаївна      | 01.11.2010            | середня спеціальна | член Партії регіонів                          | Короп'ївська сільська рада, бухгалтер               |
| 8                                                       | Бойправ Сергій Петрович        | 01.11.2010            | середня            | член Партії регіонів                          | тимчасово не працює                                 |
| 12                                                      | Іванов Андрій Іванович         | 01.11.2010            | середня            | позапартійний                                 | військовий лісгосп, майстер                         |
| Політична партія Всеукраїнське об'єднання «Батьківщина» |                                |                       |                    |                                               |                                                     |
| 1                                                       | Титок Світлана Миколаїна       | 01.11.2010            | середня спеціальна | член Всеукраїнського об'єднання «Батьківщина» | Короп'ївська сільська рада, секретар                |
| 11                                                      | Жовнер Тетяна Валеріївна       | 01.11.2010            | середня            | член Всеукраїнського об'єднання «Батьківщина» | Козелецький територіальний центр, соц. працівник    |
| Політична партія «Фронт Змін»                           |                                |                       |                    |                                               |                                                     |
| 10                                                      | Артюх Олег Олександрович       | 01.11.2010            | середня спеціальна | член Політичної партії «Фронт Змін»           | Остерська КЕЧ, слюсар                               |